# Empoasca vergena
Empoasca vergena är en insektsart som beskrevs av Delong och Caldwell 1934. Empoasca vergena ingår i släktet Empoasca och familjen dvärgstritar. Inga underarter finns listade i Catalogue of Life.